# Ruisseau de Buhin
Le ruisseau de Buhin est un ruisseau du département du Doubs, en Bourgogne-Franche-Comté.

## Géographie
La longueur de son cours d'eau est de 10,35 km.
Le ruisseau de Buhin prend sa source au fond de la reculée de la Baume située sur la commune de Sancey sous le nom de ruisseau de la Baume. Il s'écoule ensuite en direction du nord-ouest puis traverse le village de Sancey-le-Long et oblique à l'ouest vers le vallon de Sancey où il traverse le hameau de Voître et prend le nom de ruisseau de Voître puis il reçoit les eaux de deux affluents rive gauche le ruisseau de Voye puis le ruisseau d'Hautpré. Après sa confluence avec de dernier, il s'oriente au nord et prend enfin le nom de ruisseau de Buhin. Juste avant d'arriver sur la commune de Chazot, au niveau du lieu-dit La Lavière, il subit de nombreuses pertes et s'assèche. Lors de fortes pluies, il va se déverser dans le puits Fenoz, au sud du village de Chazot, et peut inonder la dépression karstique de Chazot-Orve.

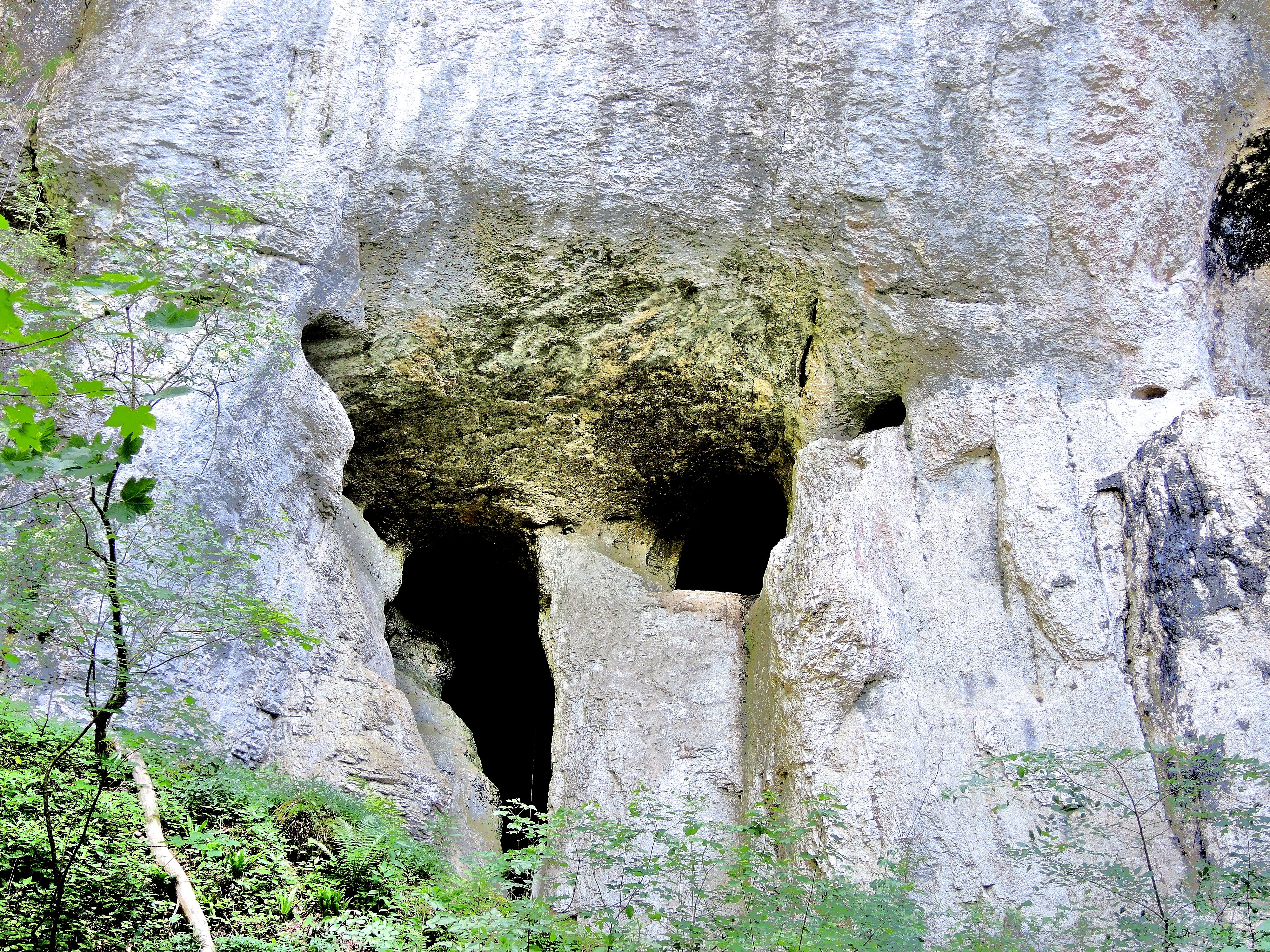
Grotte de la baume : source.
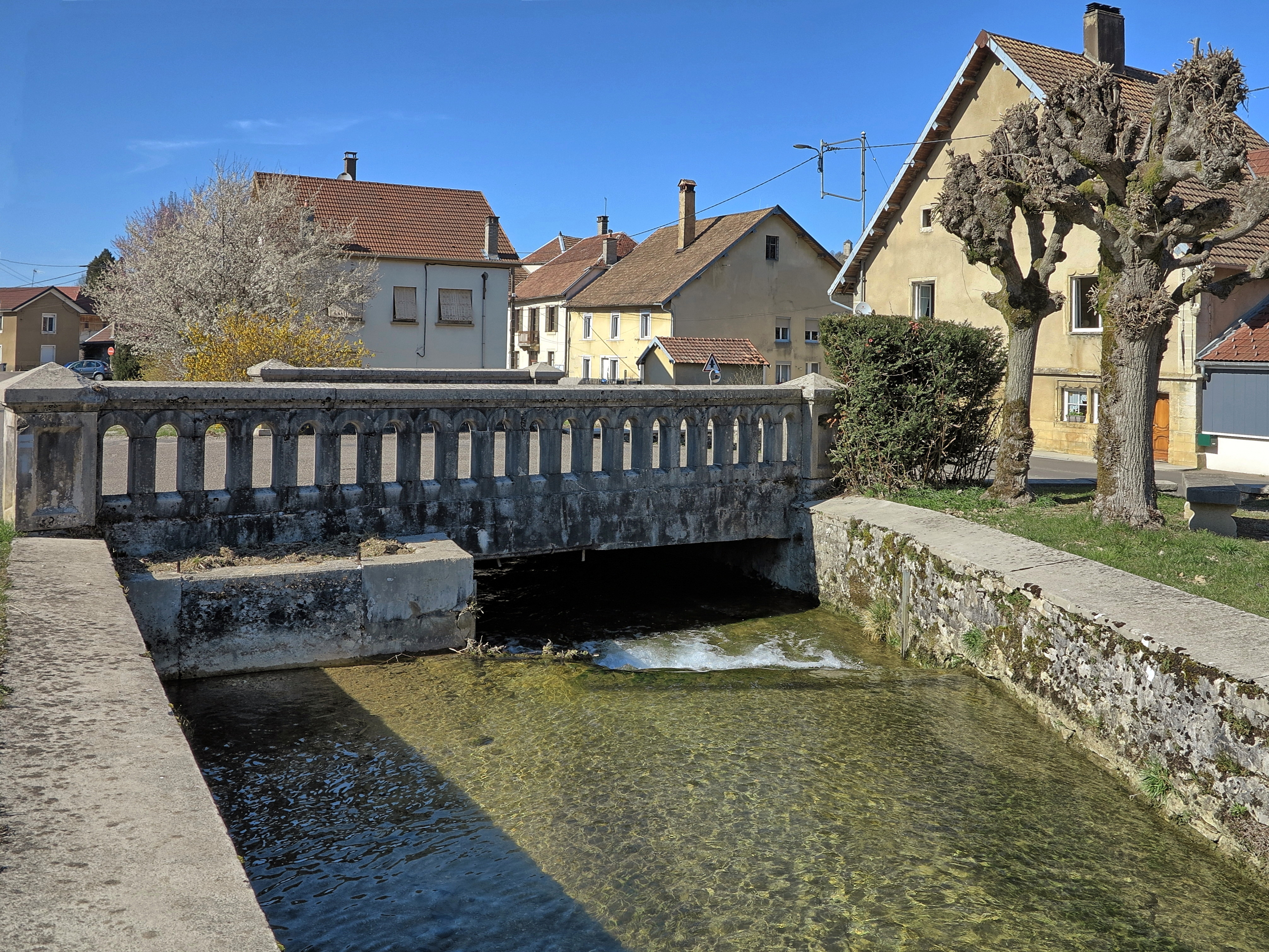
Pont sur le ruisseau de Buhin à Sancey-le-Long.
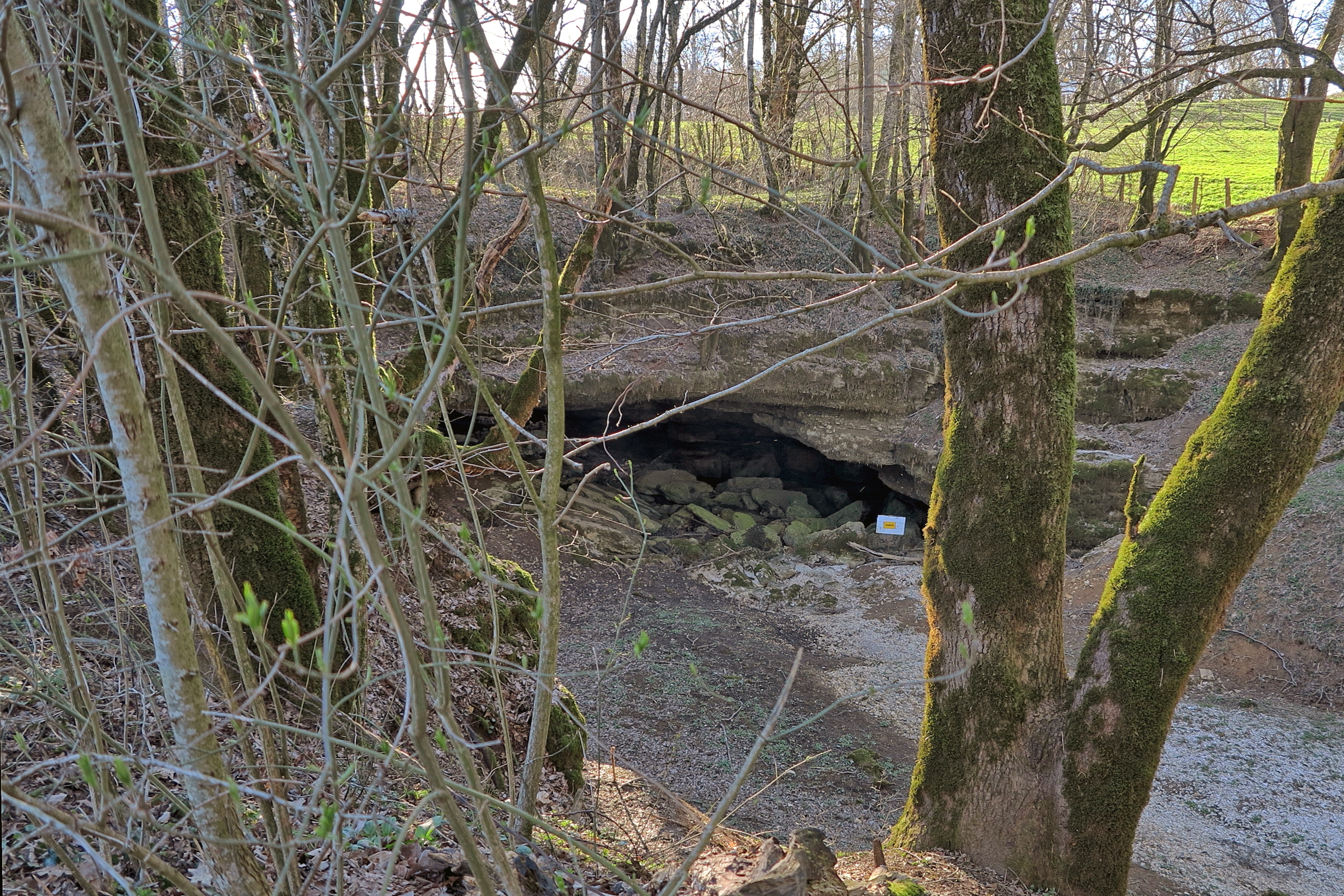
Le puits Fenoz.

### Communes et cantons traversés
Dans le seul département du Doubs, le ruisseau de Buhin traverse les deux communes suivantes, de l'amont vers l'aval : Sancey et Chazot.

### Bassin versant
Le ruisseau de Buhin traverse une seule zone hydrographique : Le Doubs du ruisseau du Bief au Cusancin (U241).

## Affluents
Le ruisseau de Buhin a deux affluents référencés : 
- Le ruisseau de Voye[3]
- Le ruisseau de Hautpré[4]

## Hydrologie
Le ruisseau de Buhin présente des fluctuations saisonnières de débit assez marquées.
Les pertes du ruisseau de Buhin alimentent les sources du Cusancin.